# Batuubu
Batuubu ist ein osttimoresischer Ort im Suco Guenu Lai (Verwaltungsamt Cailaco, Gemeinde Bobonaro). Er liegt im Westen der Aldeia Biaboro zwischen dem Höhenzug des Foho Umeulis im Norden und dem Berg Foho Rameta im Süden, hinter dem eine Steilwand zum Fluss Aimera hinabfällt. Batuubu besteht aus einer Gruppe einzeln stehender Häuser auf einer Meereshöhe von 587 m.